# Michelle Fazzari
Michelle Christina Fazzari est une lutteuse canadienne née le 10 juillet 1987 à Hamilton (Ontario) et morte le 30 août 2024 au Canada.

## Études
Michelle Fazzari étudie à l'Université Brock de 2005 à 2012.

## Carrière
Michelle Fazzari est médaillée d'or  dans la catégorie des moins de 59 kg aux Jeux de la Francophonie de 2013 à Nice.
Elle dispute les Jeux olympiques de 2016 à Rio de Janeiro  dans la catégorie des moins de 58 kg, sans obtenir de médaille.
Elle remporte la médaille de bronze dans la catégorie des moins de 58 kg aux Championnats du monde 2017 à Paris.
Aux Championnats panaméricains, elle remporte l'or dans la catégorie des moins de 60 kg en 2014 à Mexico ainsi que dans la  catégorie des moins de 58 kg en 2017 à Lauro de Freitas ; elle obtient le bronze dans la catégorie des moins de 59 kg en 2006 à Rio de Janeiro.
Elle est médaillée d'argent aux Jeux du Commonwealth de 2018 à Gold Coast dans la catégorie des moins de 62 kg.

## Maladie et décès
En avril 2021, Michelle Fazzari est diagnostiquée d'un cancer.
Elle meurt le 30 août 2024 à l’âge de 37 ans.